# Орлус Мабеле
Орлус Мабеле (фр. Aurlus Mabélé, ім'я при народженні — Орельєн Міатсонама, 24 жовтня 1953, Браззавіль, Республіка Конго — 19 березня 2020, Обонн, Франція) — конголезький співак та композитор. Відомий також як «король сукуса».

## Життєпис
Народився в районі Поко-Поко міста Браззавілі під іменем Орельєн Міатсонама. 1974 року створив гурт Les Ndimbola Lokole разом з Жаном Бароном, Педро Вапечкадо та Мавом Кашарелем.
1986 року задля розвитку музичної кар'єри переїхав до Європи, де разом з Дібло Дібала та вищезгаданим Кашарелем створив гурт Loketo.
Помер 19 березня 2020 року в передмісті Парижа Обонн від наслідків, спричинених коронавірусною хворобою Covid-19.